# 汲郡
汲郡（きゅう-ぐん）は、中国にかつて存在した郡。晋代から唐代にかけて、現在の河南省北部に設置された。

## 概要
266年（泰始2年）、西晋により汲郡が立てられた。西晋の汲郡は司州に属し、汲・朝歌・共・林慮・獲嘉・修武の6県を管轄した。
北魏のとき、汲郡は北修武・南修武・汲・朝歌・共・山陽・獲嘉の7県を管轄した。
東魏のとき、義州が置かれると、汲郡は義州に転属した。北周のとき、衛州が置かれると、汲郡は衛州に転属した。
583年（開皇3年）、隋が郡制を廃すると、汲郡は廃止されて、衛州に編入された。607年（大業3年）に州が廃止されて郡が置かれると、衛州は汲郡と改称された。汲郡は衛・汲・黎陽・隋興・内黄・臨河・湯陰・澶水の8県を管轄した。
618年（武徳元年）、唐により汲郡は衛州と改められた。742年（天宝元年）、衛州は汲郡と改称された。758年（乾元元年）、汲郡は衛州と改称され、汲郡の呼称は姿を消した。